# Кристина од Лиња
Кристина од Лиња (фр. Christine de Ligne; Шато де Белеј, 11. августа 1955.), је принцеза од Лиња по рођењу, као ћерка Антоана, 13. принца од Лиње, и принцеза од Бразила из брака са принцом Антониом од Бразила.
Принцеза Кристина по удаји носи титулу царске принцезе Бразила. Она је унука велике војвоткиње Шарлоте од Луксембурга.

## Наслови
- 11. август 1955-25. септембар 1981: Њено Височанство принцеза Кристина од Лиња
- 25. септембар 1981-15. јул 2022: Њено Височанство принцеза Кристина од Бразила, принцеза од Орлеана и Брагансе, принцеза од Лигне
- 15. јул 2022-данас: Њено царско височанство принцеза од Бразила